# Бондаренко Анатолій Леонідович
Анато́лій Леоні́дович Бондаре́нко — український хоровий диригент, педагог. Директор Київського музичного училища імені Рейнгольда Глієра у 1971—1982 роках. Сприяв становленню джазової освіти в Україні.

## Загальні відомості
Мав досвід управлінської роботи в Міністерстві культури УРСР.
З 26 січня 1971 до квітня 1982 був директором Київського музичного училища імені Рейнгольда Глієра.
На цій роботі велику увагу приділяв зміцненню навчально-матеріальної бази. 1973 року училище отримало нове навчальне приміщення і велику земельну ділянку в центрі міста. Також було відкрито гуртожиток.
Наприкінці червня 1980 року побував у Москві з метою ознайомлення з роботою естрадного відділу Музичного училища імені Гнесіних, де з 1974 року надавали джазову освіту, після чого в училищі ім. Глієра було відкрито нову спеціальність з підготовки естрадних музикантів, що було на той час сміливим новаторським кроком Анатолія Леонідовича. Відділ естрадно-джазового виконавства на його пропозицію очолив відомий український джазовий піаніст Володимир Степанович Симоненко.